# Volker Tannert
Volker Tannert (* 19. März 1955 in Recklinghausen) ist ein deutscher Maler, Bildhauer und Zeichner. Er gehört zu den wichtigsten Vertretern der Neuen Wilden der 1980er Jahre. Er lebt und arbeitet in Köln, Bonn und in Ligurien nahe Rapallo.

## Leben und Werk
Von 1975 bis 1979 studierte Tannert an der Staatlichen Kunstakademie in Düsseldorf bei Gerhard Richter und Klaus Rinke. 1979 erfolgte ein Studienaufenthalt in New York und im darauf folgenden Jahr an der Cité Internationale des Arts in Paris. 1985 hatte er eine Gastprofessur an der Städelschule in Frankfurt.
Tannert erhielt schon in frühen Jahren mehrere Kunstpreise. Er war in den wichtigen Ausstellungen Anfang der 1980er Jahre vertreten, die sich mit der Wilden Malerei befassten, einschließlich der documenta 7 im Jahre 1982. Seine Werke befinden sich in öffentlichen und privaten Sammlungen.
Volker Tannert schuf Anfang der 1980er Jahre einige wichtige Werke der Neuen Malerei, darunter zum Beispiel die Arbeit Triumph des Willens, die sich heute im Lenbachhaus in München und in einer zweiten Version in der Neuen Galerie in Linz befindet. Tannert, der 1979 als Assistent von Joseph Beuys bei dessen Retrospektive im Solomon R. Guggenheim Museum in New York beim Aufbau seiner Werke behilflich war, befasste sich wie Beuys intensiv mit der Natur und insbesondere mit der Landschaftsmalerei in der Art Caspar David Friedrichs. In seinen Arbeiten finden sich Versatzstücke, wie zum Beispiel kaputte Alltagsgegenstände, Ruinen oder umgestürzte Bäume, die den Einfluss des Menschen auf Natur und auf das Klima klarmachen sollten. Der Mensch als solcher taucht in seinen Bildern nur sehr selten auf. Viele seiner Landschaften zeugen von einer ausgesprochen pessimistischen Grundhaltung des Künstlers.

## Kunstpreise
- 1980: Max-Ernst-Stipendium der Stadt Brühl
- 1982: Karl-Schmidt-Rottluff-Stipendium
- 1983: ars-viva-Förderpreis vom Kulturkreis der Deutschen Wirtschaft
- 1983: Stipendium Deutsch-Französisches Jugendwerk
- 1985: Förderpreis Glockengasse 4711, Köln

## Ausstellungen
- 1976: Museum Wiesbaden[1]
- 1981: Rundschau Deutschland I. München Lothringerstraße
- 1981: Rundschau Deutschland II. Klapperhof, Köln
- 1982: 12 Künstler aus Deutschland. Kunsthalle Kassel + Museum Boymanns, Rotterdam
- 1982: Documenta 7. Kassel
- 1982 Zeitgeist. Martin-Gropius-Bau, Berlin
- 1984: Ursprung und Vision. Madrid; Barcelona; Mexiko-Stadt

## Filme
- Martin Kippenberger und Co – Ein Dokument. „Ich kann mir nicht jeden Tag ein Ohr abschneiden“. Buch und Regie: Jaqueline Kaess Farquet. München 1985/2010. DVD. 25 min., Independent Artfilms
- . Volker Tannert beim Zeichnen. Ein Erich Kukies Video 2000. 10 Min.